# Erythroxylum impressum
Erythroxylum impressum är en tvåhjärtbladig växtart som beskrevs av Otto Eugen Schulz. Erythroxylum impressum ingår i släktet Erythroxylum och familjen Erythroxylaceae. Inga underarter finns listade i Catalogue of Life.